# Comuna Cața, Brașov
Cața (în germană: Katzendorf, în maghiară: Kaca) este o comună în județul Brașov, Transilvania, România, formată din satele Beia, Cața (reședința), Drăușeni, Ionești și Paloș.

## Demografie
Componența etnică a comunei Cața
     Români (42,75%)
     Romi (32,59%)
     Maghiari (18,79%)
     Alte etnii (0,62%)
     Necunoscută (5,25%)
Componența confesională a comunei Cața
     Ortodocși (69,43%)
     Romano-catolici (9,65%)
     Unitarieni (7,58%)
     Penticostali (3,85%)
     Reformați (1,71%)
     Alte religii (2,33%)
     Necunoscută (5,45%)
Conform recensământului efectuat în 2021, populația comunei Cața se ridică la 2.571 de locuitori, în creștere față de recensământul anterior din 2011, când fuseseră înregistrați 2.463 de locuitori. Cei mai mulți locuitori sunt români (42,75%), cu minorități de romi (32,59%) și maghiari (18,79%), iar pentru 5,25% nu se cunoaște apartenența etnică. Din punct de vedere confesional, majoritatea locuitorilor sunt ortodocși (69,43%), cu minorități de romano-catolici (9,65%), unitarieni (7,58%), penticostali (3,85%) și reformați (1,71%), iar pentru 5,45% nu se cunoaște apartenența confesională.

## Politică și administrație
Comuna Cața este administrată de un primar și un consiliu local compus din 11 consilieri. Primarul, Liviu Ioan Vocilă[*], de la Partidul Național Liberal, este în funcție din octombrie 2020. Începând cu alegerile locale din 2024, consiliul local are următoarea componență pe partide politice:
|  | Partid                                 | Consilieri | Componența Consiliului | Componența Consiliului | Componența Consiliului | Componența Consiliului | Componența Consiliului | Componența Consiliului | Componența Consiliului | Componența Consiliului |
|  | -------------------------------------- | ---------- | ---------------------- | ---------------------- | ---------------------- | ---------------------- | ---------------------- | ---------------------- | ---------------------- | ---------------------- |
|  | Partidul Național Liberal              | 8          |                        |                        |                        |                        |                        |                        |                        |                        |
|  | Partidul Social Democrat               | 2          |                        |                        |                        |                        |                        |                        |                        |                        |
|  | Uniunea Democrată Maghiară din România | 1          |                        |                        |                        |                        |                        |                        |                        |                        |

## Monumente istorice
Monumentele istorice catalogate pe lista din 2010 sunt următoarele:
- Localitatea Beia
  - Ansamblul bisericii evanghelice fortificate, sec. XVI - XIX, cod LMI BV-II-a-A-11605
    - Biserica evanghelică fortificată, sec. XV - XVI, sec. XVII - XIX, cod LMI BV-II-a-A-11605.01
    - Fragmente ale incintei fortificate, cu turnul poligonal și cel sud-estic, sec. XVI - XVII, cod LMI BV-II-a-A-11605.02
- Localitatea Cața:
  - Ansamblul bisericii evanghelice fortificate, sec. XIII-XIX, cod LMI BV-II-m-A-11628
    - Biserica evanghelică, sec. XIII-XIX, cod LMI BV-II-m-A-11628.01
    - Dublă incintă fortificată, cu patru turnuri, 	sec. XV - XVII, cod LMI BV-II-m-A-11628.02
    - Fosta școală confesională evanghelică, azi școală generală, 1884, cod LMI BV-II-m-A-11628.03

  - Casa parohială evanghelică, sec. XVIII, cod LMI BV-II-m-B-11629
  - Casa Hones-Marcus, 1824, cod LMI BV-II-m-B-11630
  - Biserica "Sf. Treime", sec. XVIII, cod LMI BV-II-m-B-11631
  - Fosta școală românească, 1936, cod LMI BV-II-m-B-11632
  - Casa Georg Mathie, 1872 - 1883, cod LMI BV-II-m-B-11627
  - Casa Günther Thomes, 1833, cod LMI BV-II-m-B-11626
  - Casa Michael Lienert, 1808, cod LMI BV-II-m-B-11625
  - Ansamblu rural, sec. XVIII, cod LMI BV-II-m-B-11624
  - Ansamblul rural "Piața Centrală", Construcțiile de pe cele patru laturi ale pieței, sec. XIII-XIX, cod LMI BV-II-m-B-11623
- Localitatea Drăușeni:
  - Casa Șt. O. Iosif, sec. XIX, cod LMI BV-IV-m-B-11917
  - Biserica ortodoxă veche (din cimitir), 1795 - 1798, cod LMI BV-II-m-B-11669
  - Fântână cu lanț, sec. XIX, cod LMI BV-II-m-B-11670
  - Casă, sec. XVII, cod LMI BV-II-m-B-11671
  - Ansamblul bisericii evanghelice fortificate, sec. XIII-XVII, cod LMI BV-II-m-B-11672
    - Biserica evanghelică fortificată, sec. XIII - XVI, cod LMI BV-II-m-B-11672.01
    - Incintă fortificată, cu cinci turnuri și acces fortificat, sec. XV - XVII, cod LMI BV-II-m-B-11671.02
- Localitatea Ionești:
  - Ansamblul bisericii unitariene, sec. XIV - XVI, cod LMI BV-II-a-A-11723
    - Biserica unitariană, sec. XIV, 1522, cod LMI BV-II-a-A-11723.01
    - Zid de incintă, sec. XVI, cod LMI BV-II-a-A-11723.0

- Localitatea Paloș

* Biserica ortodoxă cu hramul "Sfinții Petru și Pavel" ("Sf.cuv.Paraschiva" în sec.XIX), ridicată în anii 1882-1886, monument istoric, fost centru al Protopopiatului Vărmăghiei (Comitatului) Bălgradului (Albei) de Sus (1785-1870) și al Protopresbiteratului Paloșiului (1871-1881), cf. rapoartelor protop.Cohalmului Nicolau Mircea, nr.454,487/1886, adresate Mitropolitului Ardealului Ioan Mețianu și altor documente aflate în Arhiva Mitropoliei Transilvaniei Sibiu.

## Primarii comunei
- 1996[7] - 2000 - Teodorescu Paul, de la CDR
- 2000[8] - 2004 - Rusu Gheorghe, de la PDSR
- 2004[9] - 2008 - Isopel Ștefan, de la PNTCD
- 2008[10] - 2012 - Vocilă Gheorghe, de la PNL
- 2012[11] - 2016 - Vocilă Gheorghe, de la PNL
- 2016[12] - 2020 - Vocilă Gheorghe, de la PNL
- 2020[13] - 2024 - Vocilă Liviu-Ioan, de la PNL

## Personalități născute aici
- Ștefan Lemny (n. 1952), istoric.

## Vezi și
- Biserica fortificată din Beia
- Biserica fortificată din Cața
- Biserica fortificată din Drăușeni
- Dealurile Homoroadelor (arie de protecție specială avifaunistică inclusă în rețeaua europeană Natura 2000 în România).
- Sighișoara - Târnava Mare (sit de importanță comunitară)

## Imagini

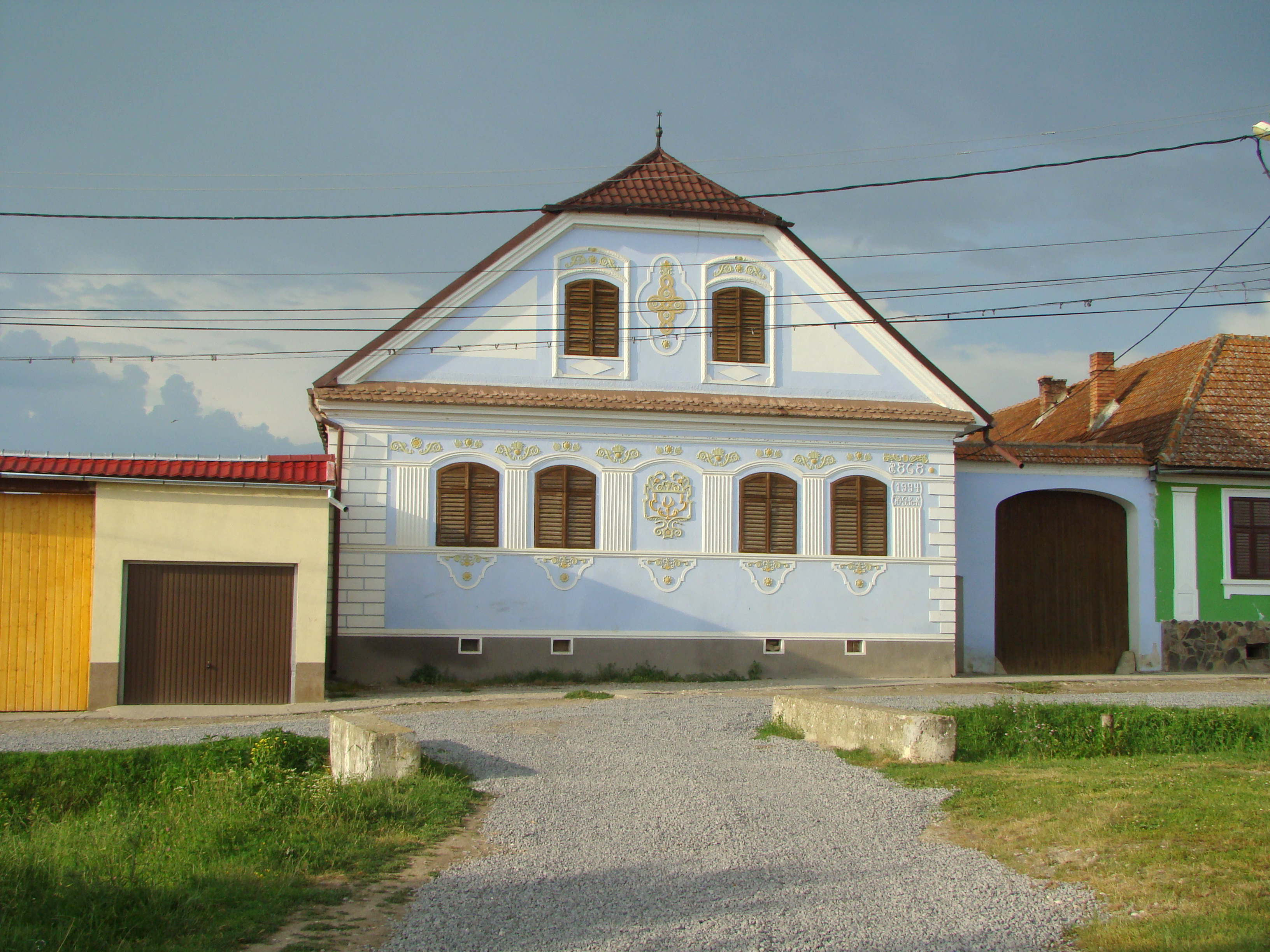
Ansamblul rural „Piața Centrală”, construcțiile de pe cele patru laturi ale pieței, sec. XVIII-XIX (monument istoric)
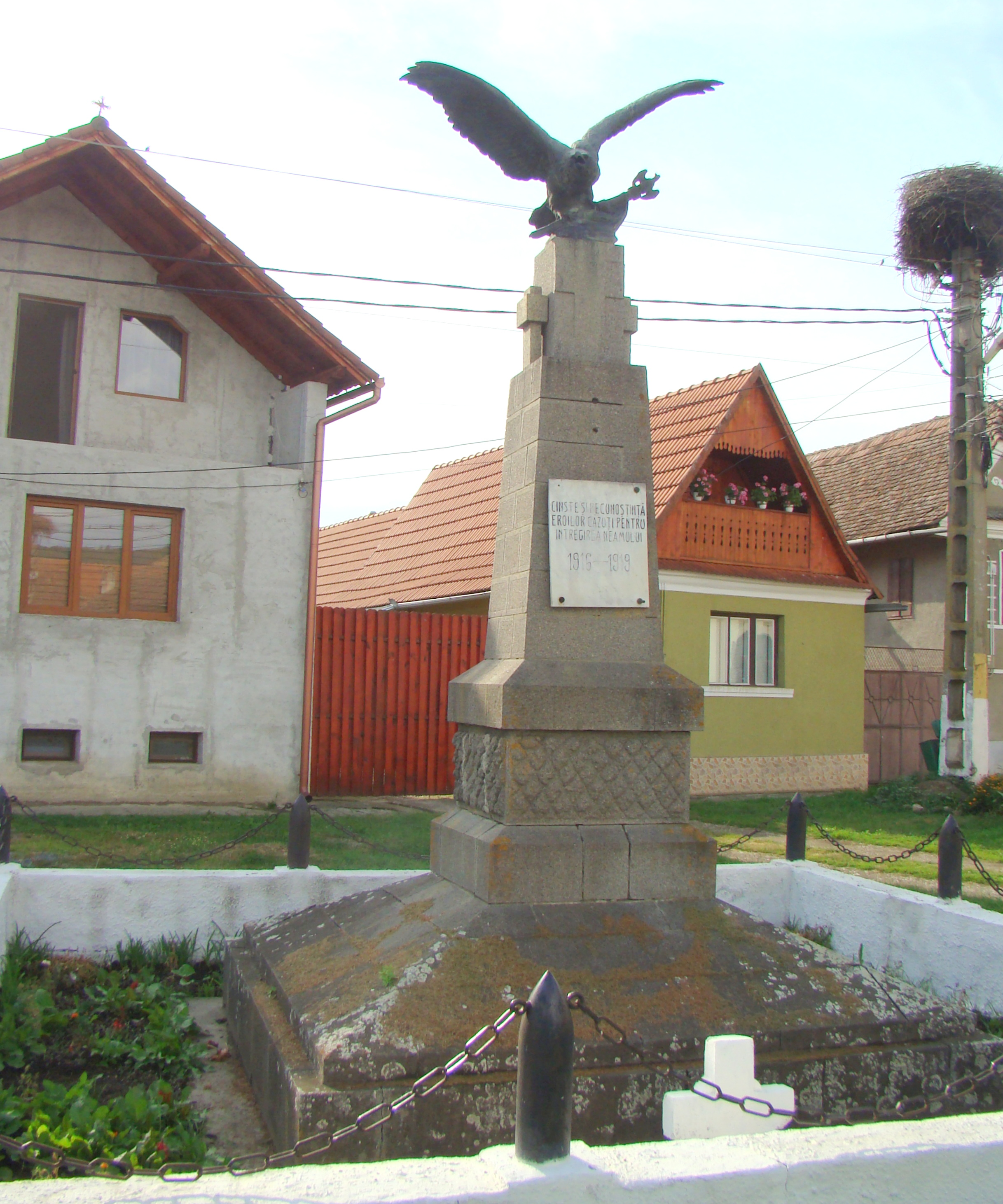
Monumentul eroilor
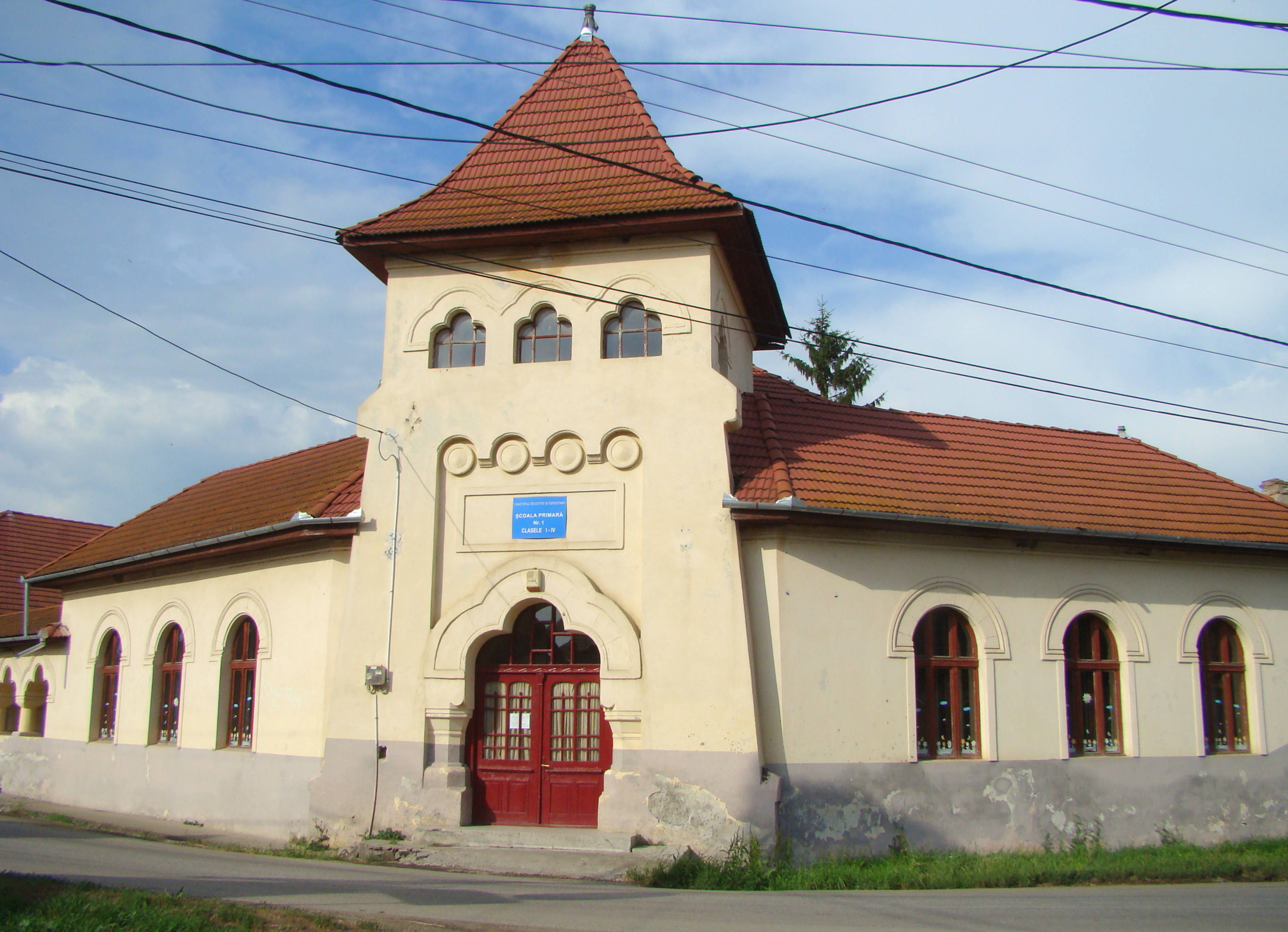
Fosta școală românească, în prezent şcoală primară, datare 1936 (monument istoric)
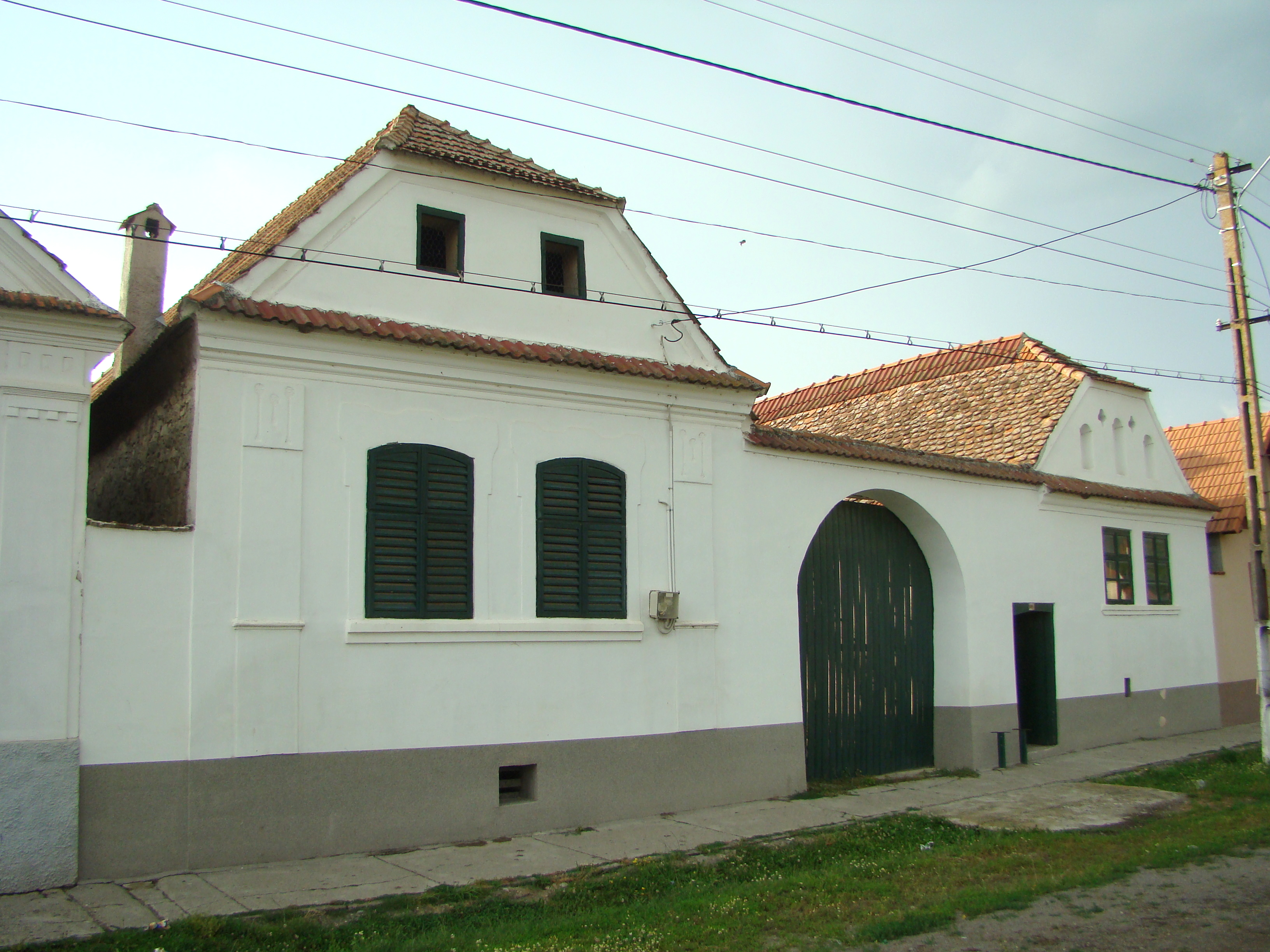
Casa Hones-Marcus (monument istoric)
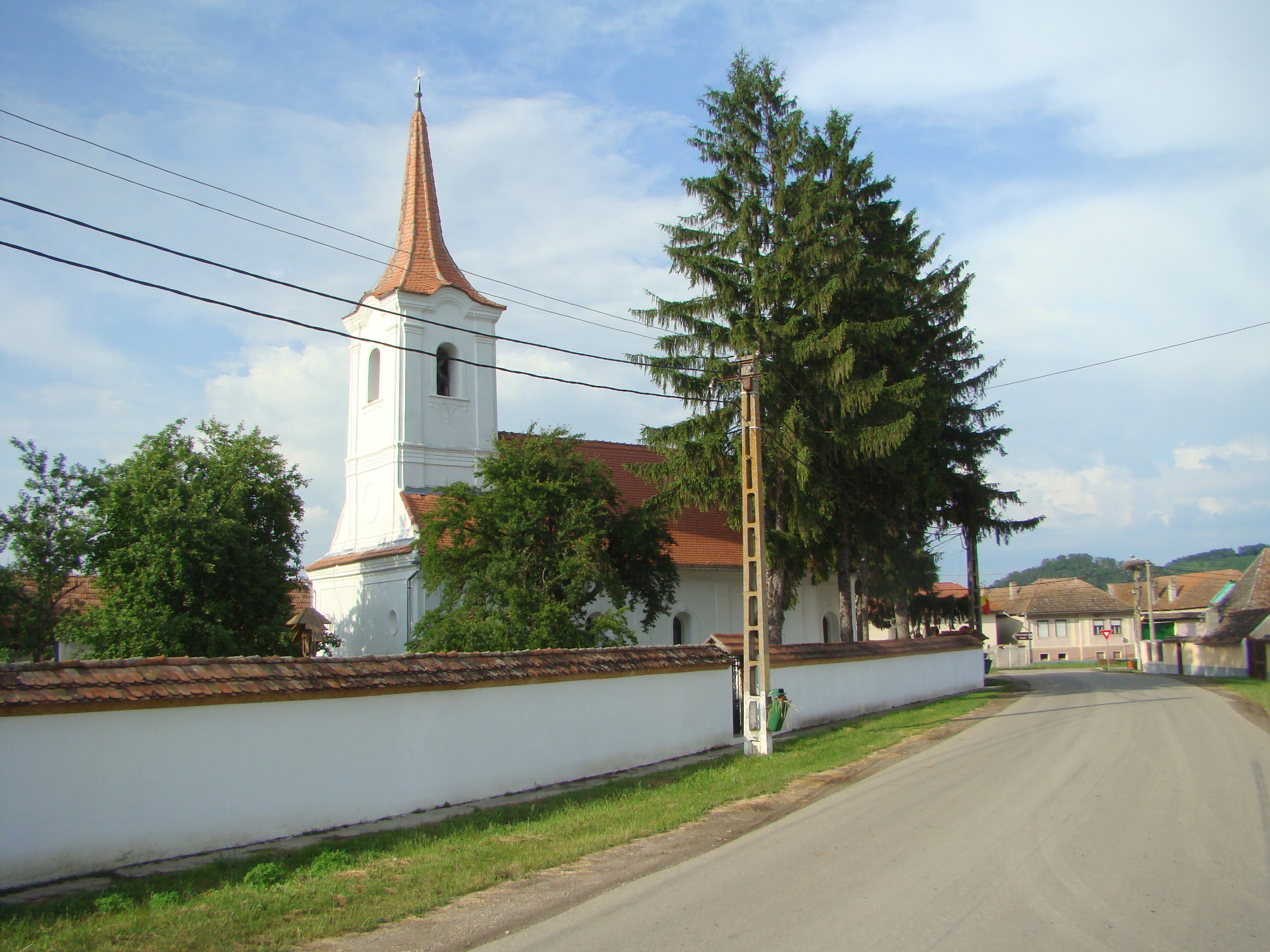
Biserica „Sfânta Treime” (monument istoric)
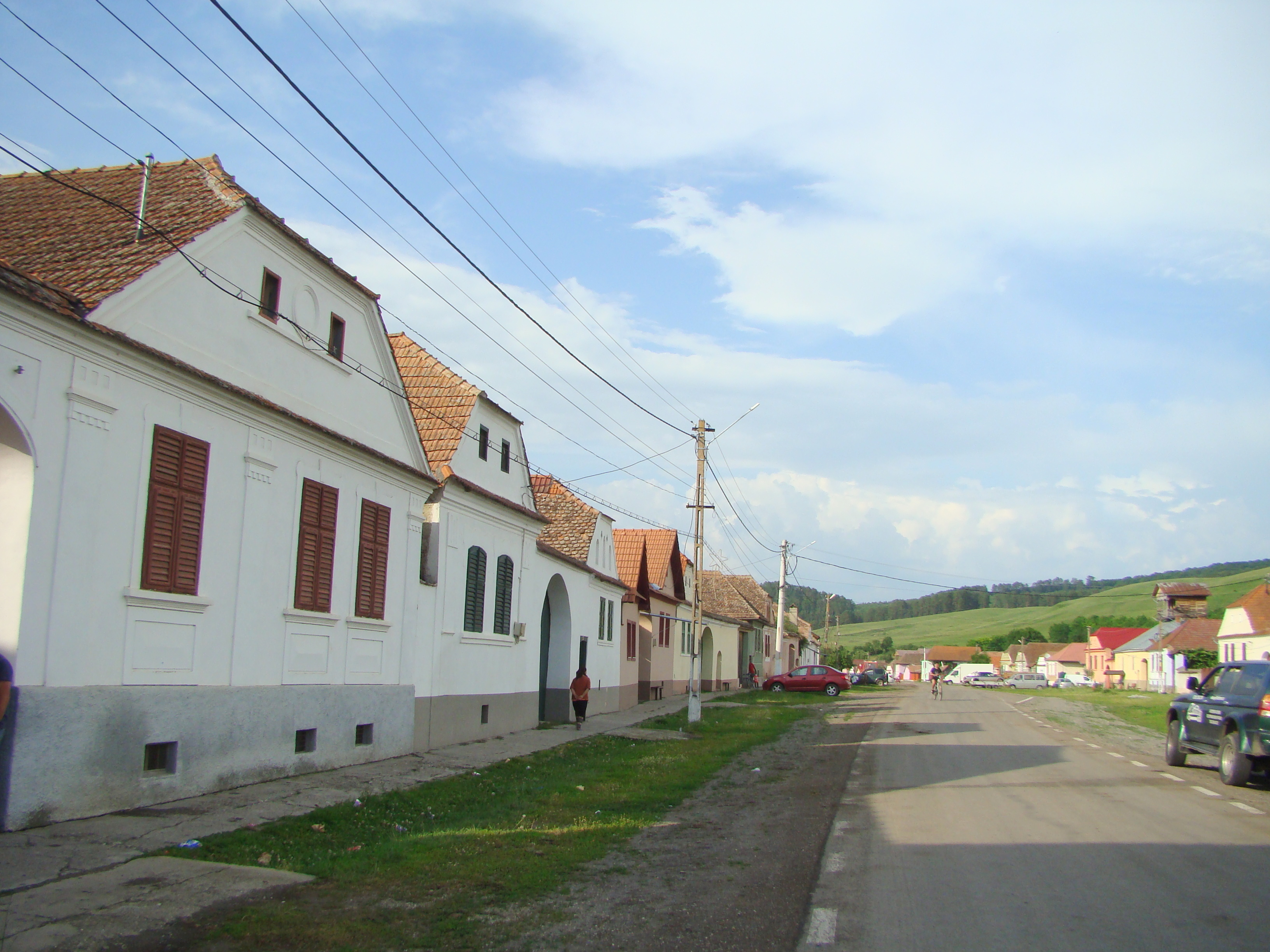
Ansamblul rural Cața (monument istoric)
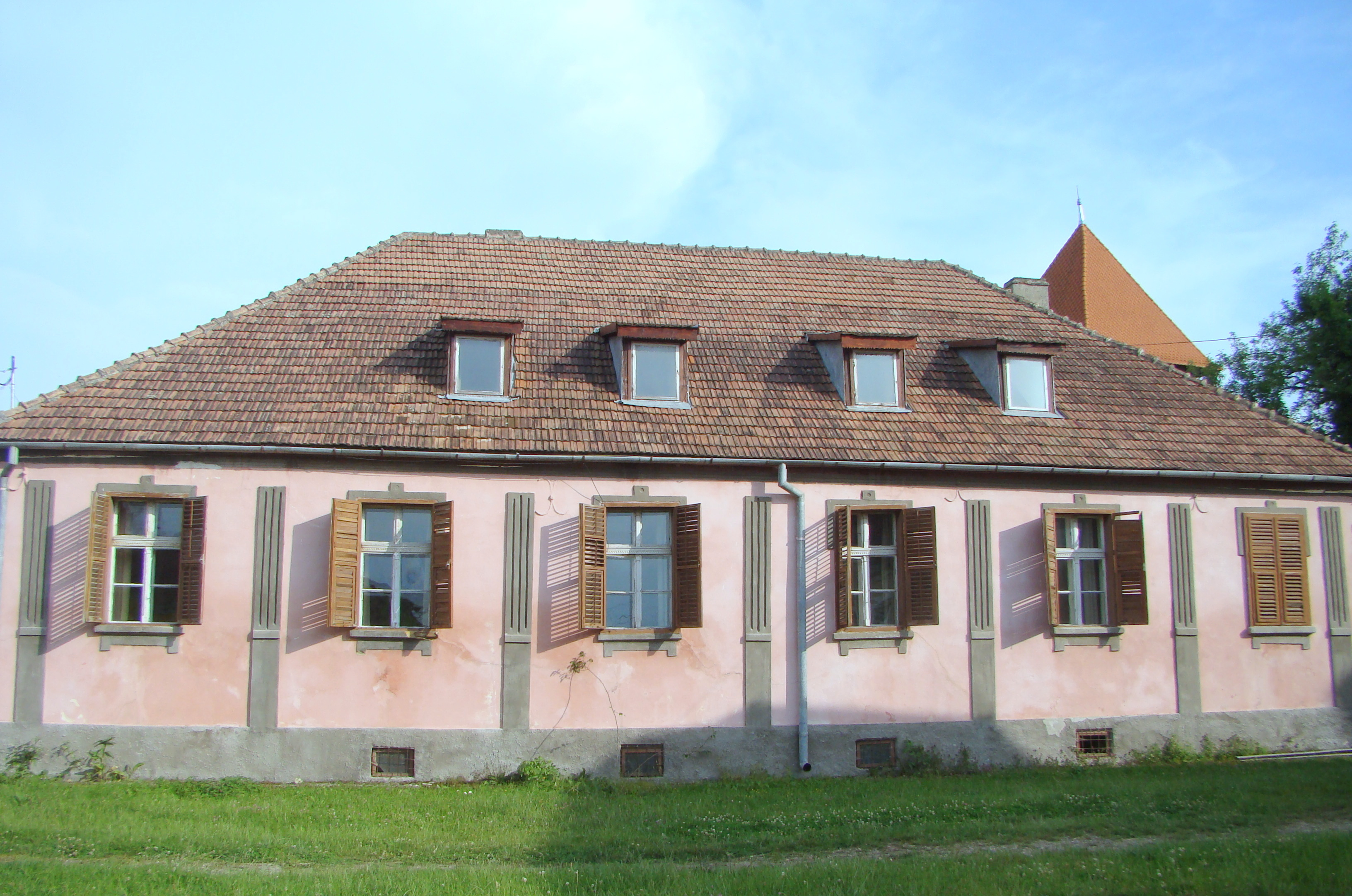
Casa parohială evanghelică (monument istoric)
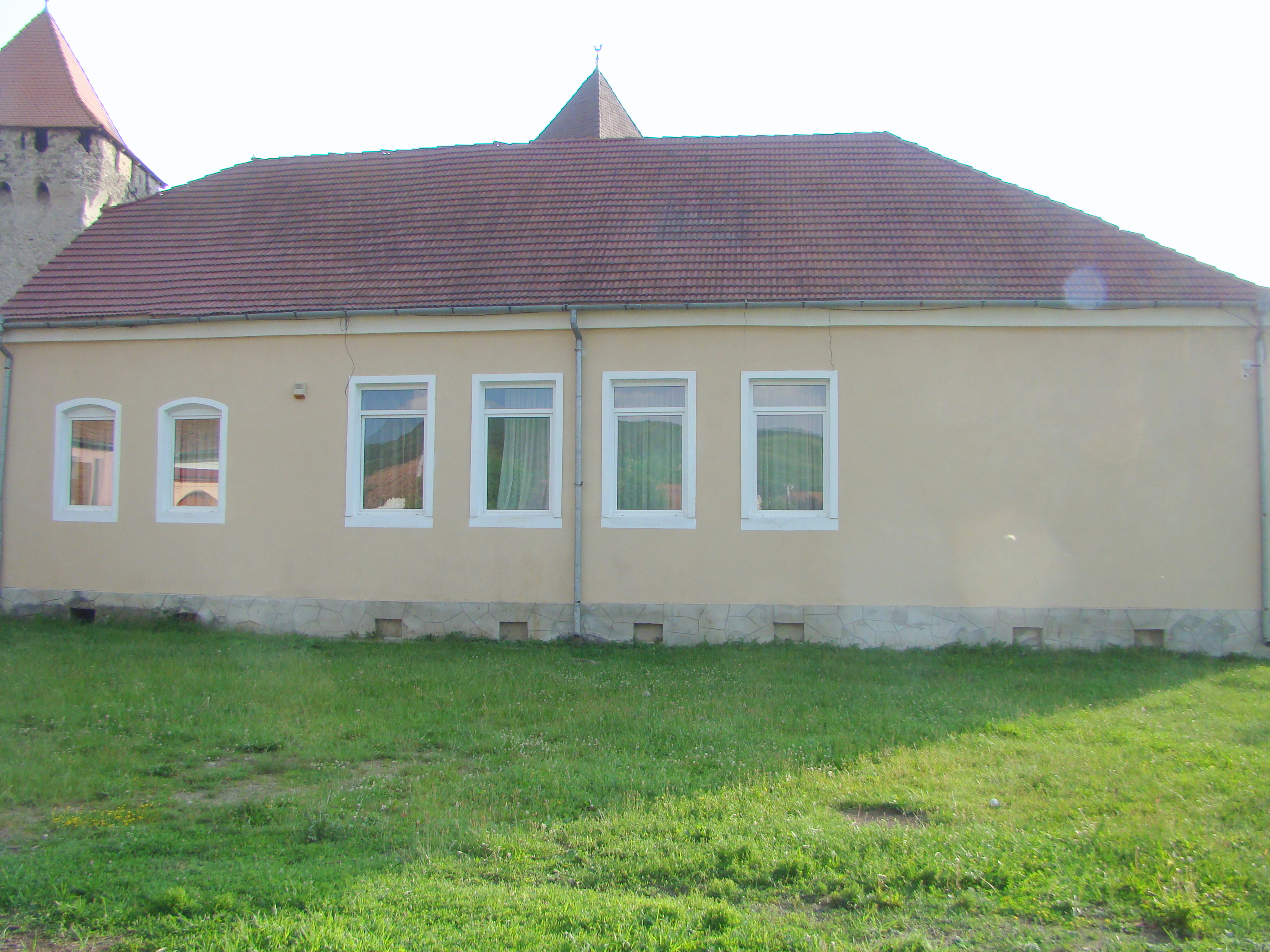
Fosta şcoală confesională (monument istoric)
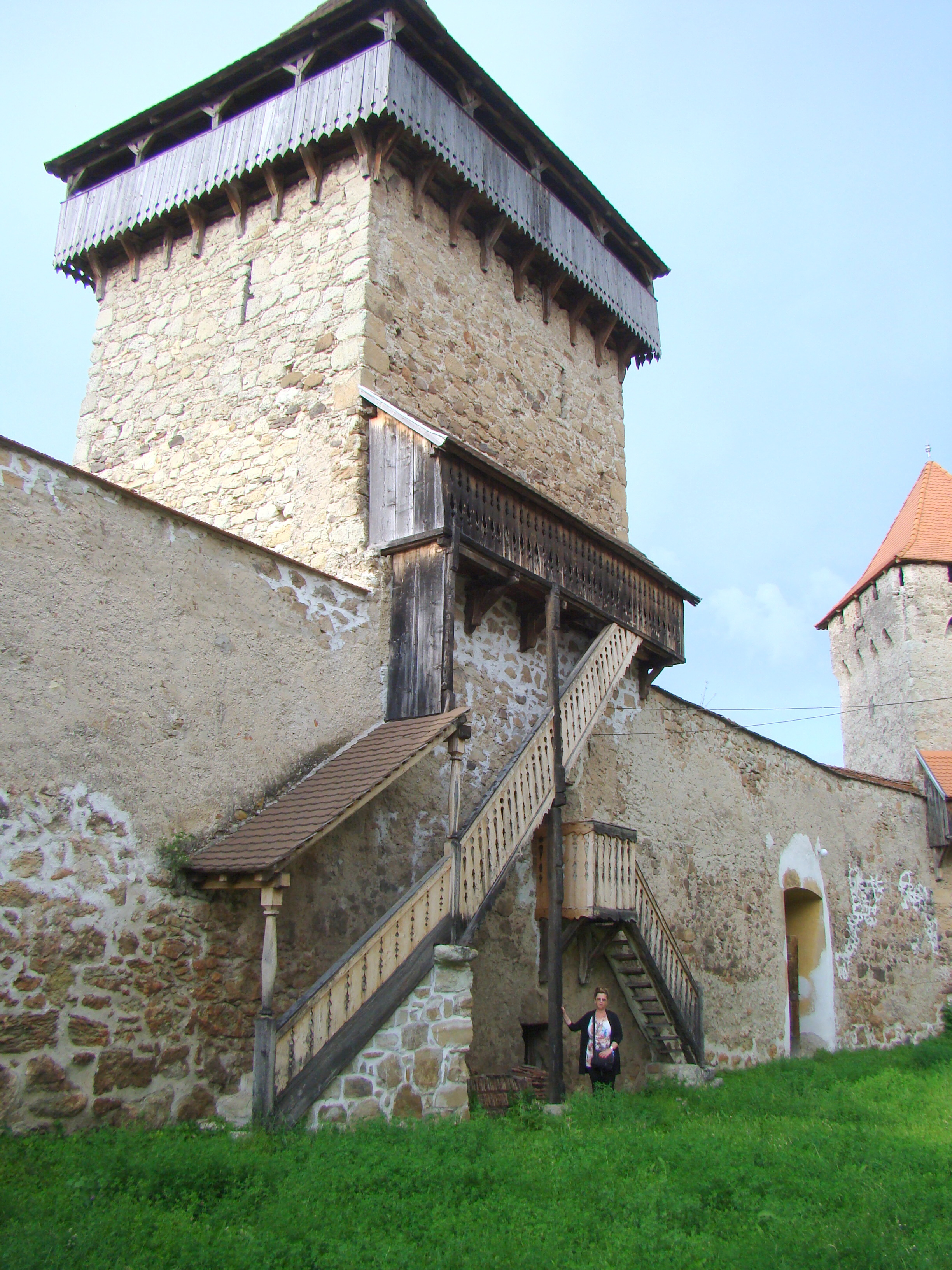
Turnul de poartă
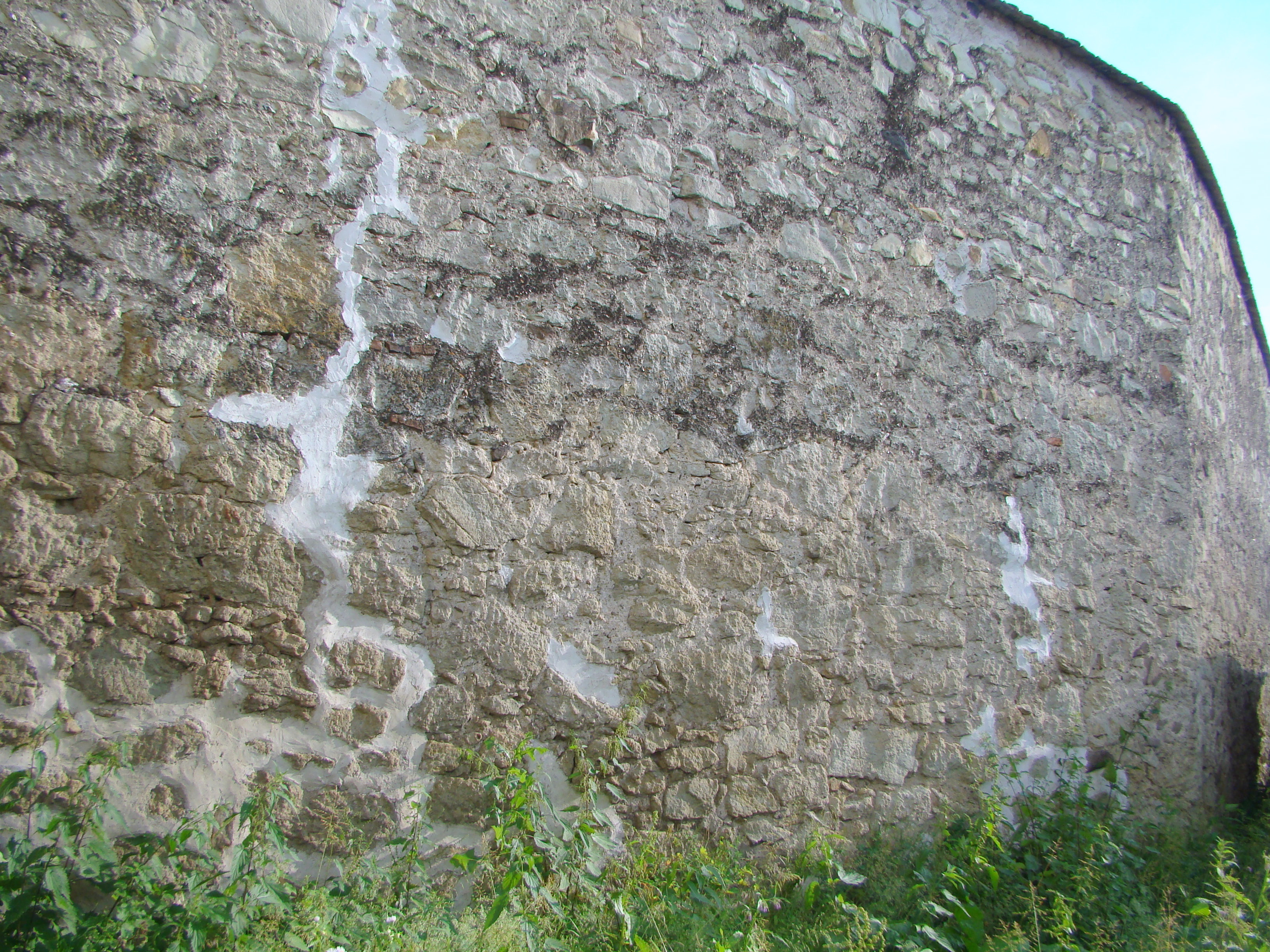
Fortificația
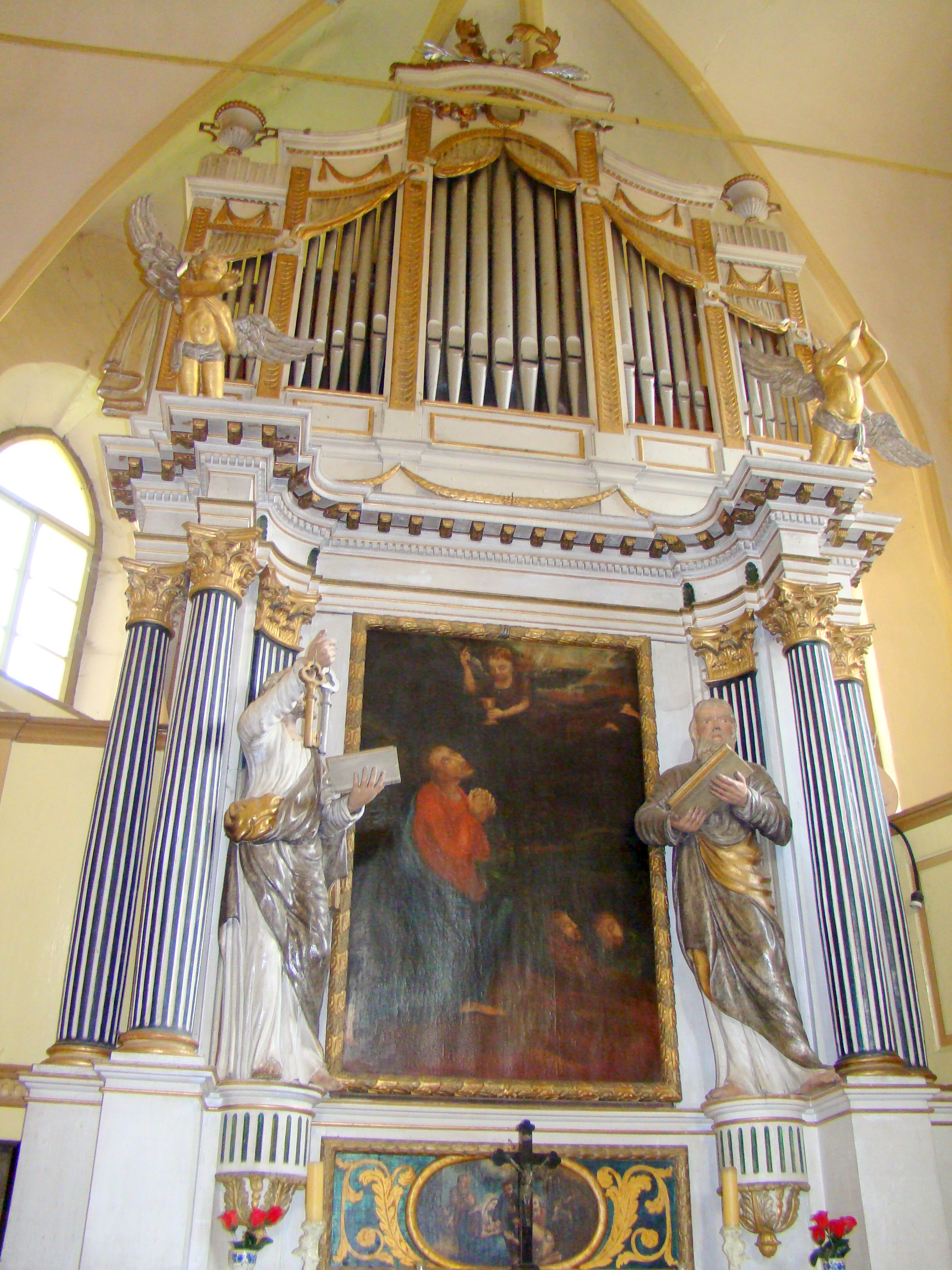
Altarul bisericii evanghelice
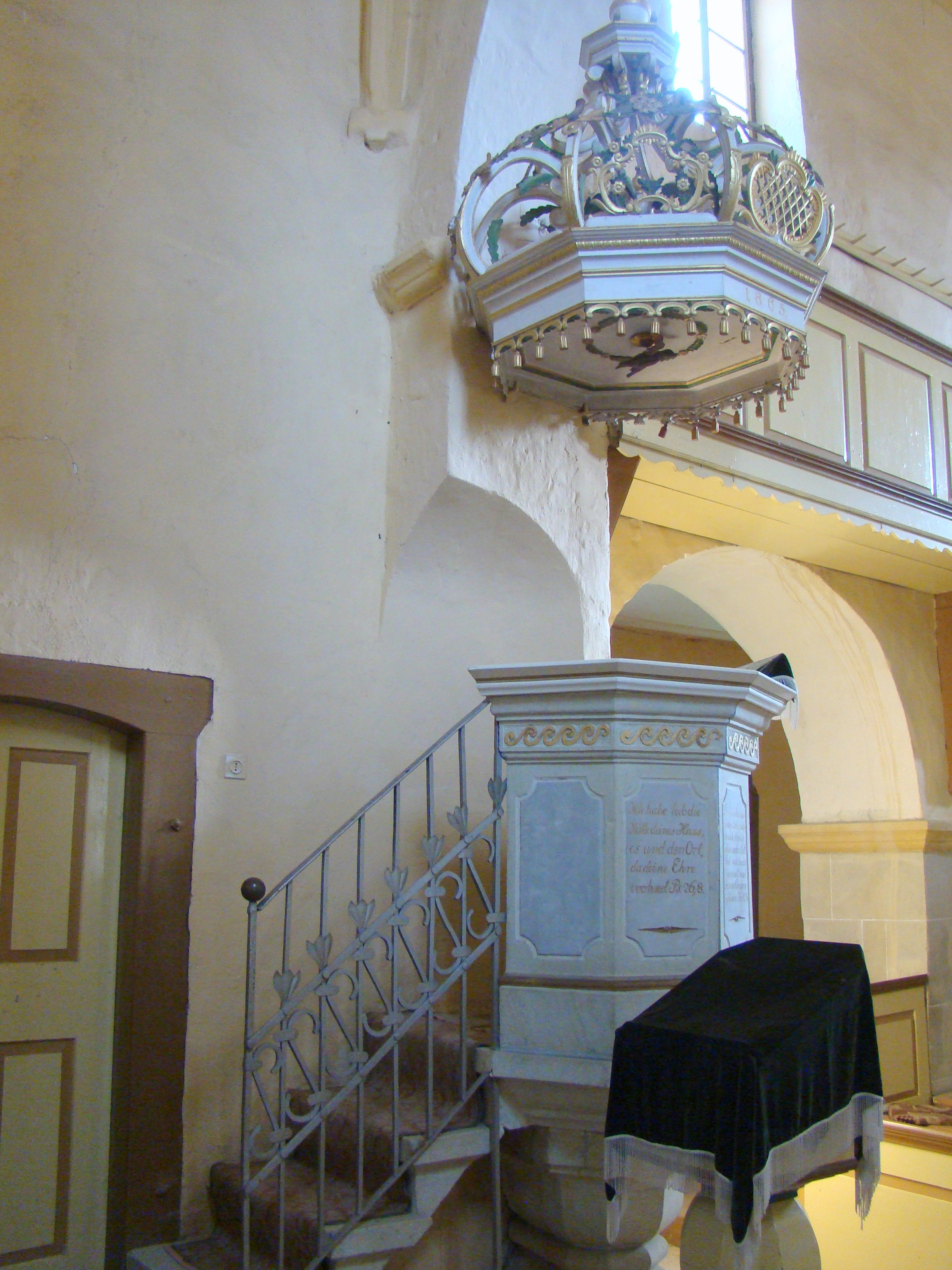
Amvonul